# Ихутри
Ихутри (Ихотри, фр. Ihotry) — солёное озеро в юго-западной части острова Мадагаскар, располагается в провинции Тулиара в 40 километрах от океанского побережья.
Озеро Ихутри является третьим по площади поверхности на Мадагаскаре, в зависимости от сезона она колеблется от 68 км² до 115 км² (оценка по данным 1995—1997 годов). Фактически озеро состоит из двух частей: западной узкой части с крутыми берегами (площади порядка 8 км²), где озеро достигает максимальной глубины около 4 метров, а также восточной части с пологими берегами и крайне изменчивой площадью. Средняя глубина озера колеблется около 1,5 метров.
Водный баланс определяется следующим образом: половина воды в озеро поступает из реки Бефандриана и связанных с ней потоков, другие 50 % — непосредственно за счет осадков. Затем 99 % воды тратится на испарение. Солёность и проводимость воды в озере сильно изменяется по сезонам, объём воды меняется от 0,033 до 0,156 км³.
Ихутри находится в бессточном водосборном бассейне площадью около 3000 км², образованном известняковыми породами высотой до 1000 метров над уровнем моря. Помимо Ихутри и Бефандрианы с её главным притоком Бевату здесь располагается множество мелких озёр (Мандеви, Амбалавиа, Маруана и др.) и временных водотоков (Амбури, Сунгари и др.). Климат засушливый, семиаридный, наблюдается сильный контраст между сухими и дождливыми сезонами. Осадки обычно выпадают с декабря по март и составляют около 800 мм в год.